# 长细趾虎
长细趾虎（学名：Tenuidactylus elongatus）为壁虎科细趾虎属的爬行动物，俗名长裸趾虎。分布于蒙古以及中国大陆的内蒙古、新疆、甘肃等地，多见于荒漠，筑洞于疏松的沙山坡或沙丘上。该物种的模式产地在新疆东部、阳霞。

## 保护
本种于2023年被收录入《有重要生态、科学、社会价值的陆生野生动物名录》。